# Ewarton
Ewarton è un comune della Giamaica, situato nella parrocchia di Saint Catherine.